# G+H BKK
Die G+H BKK war eine deutsche gesetzliche Krankenversicherung aus der Gruppe der Betriebskrankenkassen mit Sitz in Ludwigshafen. 
Sie wurde 1894 für die Beschäftigten des Unternehmens Grünzweig & Hartmann gegründet und war seit 2003 bundesweit geöffnet. Am 1. Januar 2009 ging sie durch Fusion in der BKK Pfalz auf.
Die G+H BKK hatte 2008 23 Mitarbeiter und um die 11.000 Versicherte.